# Осепчугов, Виктор Васильевич
Ви́ктор Васи́льевич Осепчу́гов (5 (18) ноября 1906, Томск, Томская губерния, Российская империя — 15.9.1994, Москва, Московская область, Россия) — советский и российский учёный, конструктор автомобилей и организатор производства. Доктор технических наук, профессор (1964), заслуженный деятель науки и техники РСФСР (1975), лауреат Сталинской премии (1948).

## Биография
В 1931 году окончил Сибирский институт инженеров транспорта в родном Томске.
В 1931—1952 годах работал на Ярославском автомобильном заводе (ЯАЗ) главным конструктором, главным инженером. Участвовал в создании большегрузных грузовых автомобилей, в том числе ЯГ-12 (первый в СССР четырёхосный полноприводной автомобиль повышенной проходимости, 1932), троллейбусов, экспериментальных автомобилей. В 1941—1944 годах во время Великой Отечественной войны занимался организацией производства вооружения, артиллерийских тягачей Я-12, Я-13, Я-13Ф. В 1944 году возобновил конструкторские работы по созданию грузовых автомобилей ЯАЗ-210 (1948), ЯАЗ-214 (1950) и других, двухтактных дизелей (ЯАЗ-204 и ЯАЗ-206).
В 1952 году переходит на работу главным конструктором Львовского автобусного завода (ЛАЗ); под его руководством создан автобус ЛАЗ-695 (выпускался в 1956—2002 годах), одновременно с 1958 года заведующий кафедрой Львовского политехнического института. В 1954 году защитил кандидатскую диссертацию на тему «Исследование деформаций и напряжений составных литых балок динамически нагруженных транспортных машин», в 1964 году защищает докторскую диссертацию.
С 1959 года главный инженер 6-го управления Госкомитета СМ СССР по оборонной технике. С 1963 года преподавал в Московском автомобильно-дорожном институте, профессор с 1964 года; в 1984—1986 годах заведующий кафедрой МАДИ.

## Научная деятельность
В 1971 году опубликовал книгу «Автобусы» в серии «Проектирование автомобилей», в 1989 году в соавторстве с проф. А. К. Фрумкиным — учебник для вузов «Автомобили. Анализ конструкций, элементы расчёта».